# Хавербек, Курт
Курт Карл Хавербек (нем. Kurt Karl Haverbeck; 22 февраля 1899, Ганновер, Пруссия — 16 марта 1988, Ганновер) — немецкий хоккеист на траве, нападающий. Бронзовый призёр летних Олимпийских игр 1928 года.

## Биография
Курт Хавербек родился 22 февраля 1899 года в немецком городе Ганновер.
Играл в хоккей на траве за «Ганновер».
В 1928 году вошёл в состав сборной Германии по хоккею на траве на летних Олимпийских играх в Амстердаме и завоевал бронзовую медаль. Играл на позиции нападающего, провёл 2 матча, мячей не забивал.
В 1924—1928 годах провёл 10 матчей за сборную Германии.
Впоследствии работал главным врачом отделения внутренних болезней больницы «Силоах» в Ганновере.
Умер 16 марта 1988 года в Ганновере.